# Microperoryctes ornata
Microperoryctes ornata is een buideldas uit het geslacht Microperoryctes. De wetenschappelijke naam van de soort werd voor het eerst geldig gepubliceerd door Oldfield Thomas in 1904.

## Kenmerken
M. ornata is een kleine buideldas met een duidelijke rugstreep en duidelijke strepen op de romp (deze strepen ontbreken of zijn veel minder duidelijk zichtbaar bij de langstaartbuideldas). In de Star Mountains kan M. ornata ook van de langstaartbuideldas worden onderscheiden door zijn lichtere, minder dichte vacht, relatief langere staart, en witte in plaats van grijsachtige buikvacht. De kop-romplengte bedraagt 232 tot 276, de staartlengte 174 tot 198 mm, de oorlengte 22 tot 27 mm, de achtervoetlengte 53 tot 64 mm en het gewicht 350 tot 670 g.

## Voorkomen
De soort komt voork in de bergen van Nieuw-Guinea oostelijk vanaf de Star Mountains, op 1000 tot 4000 m hoogte. In de Star Mountains overlapt M. ornata met de langstaartbuideldas (M. longicauda), de soort waarvan M. ornata lange tijd als een ondersoort gezien is. In de Star Mountains komt M. ornata op 1400 tot 2600 m hoogte in regenwoud voor, maar de langstaartbuideldas op zo'n 3100 m in moswoud en grasland. M. ornata wordt verdeeld in twee ondersoorten, ornata in de Centrale Cordillera en magna Laurie, 1952 in de zuidoostelijke bergen van Papoea-Nieuw-Guinea. Het is echter mogelijk dat de taxonomische situatie binnen M. ornata complexer is dan nu wordt aangenomen.
Microperoryctes aplini · Langstaartbuideldas (Microperoryctes longicauda) · Kleine buideldas (Microperoryctes murina) · Microperoryctes ornata · Microperoryctes papuensis